# قلعه ماتسویاما
قلعه ماتسویاما (松山城) قلعه‌ای است که شهر ماتسویاما، اهیمه در استان اهیمه واقع شده است.